# كونستانس تيتوس
كونستانس تيتوس (بالإنجليزية: Constance Sutton Titus)‏ هو مجدف أمريكي، ولد في 14 أغسطس 1873 في باس كريستيان في الولايات المتحدة، وتوفي في 24 أغسطس 1967 في برونكسفيل في الولايات المتحدة.

## وصلات خارجية
- كونستانس تيتوس على موقع الاتحاد الدولي للتجديف (الإنجليزية)
- كونستانس تيتوس على موقع اللجنة الأولمبية الدولية (الإنجليزية)
- كونستانس تيتوس على موقع أوليمبيديا (الإنجليزية)